# マセラティ・ブーメラン
ブーメラン（Boomerang ）は、マセラティが1971年にトリノオートサロンで発表した、2ドアクーペのコンセプトカー。スタイリングはジョルジェット・ジウジアーロで、シャーシをはじめとするメカニカルパートは、マセラティ・ボーラから流用された。
その名前は、オーストラリアの先住民、アボリジニの伝統的民具であるブーメランから付けられている。

## 解説
イタルデザインのジウジアーロが、2座ミッドシップクーペのエクスペリメンタルカーとして設計・製作した。1971年のトリノショーでモックアップが披露された。
翌1972年3月のジュネーブショーで、走行可能なプロトタイプとして、再度発表された。製作された台数は、このときの一台のみである。
ボディー製作はアルミパネルの手叩きでいかようにもなるが、実際にクルマとしての機能を満たすためには、きちんとしたシャーシが必要となる。そのため、フレームやパワートレイン、サスペンションなどの主要部品には、マセラティ・ボーラのものが流用された。この関係で組み立ての実作業にはマセラティからメカニックが派遣された。レーシングカー譲りの4.7L、V8エンジンは、出力が310仏馬力まで高められた。1974年まで、パリ、ロンドン、バルセロナの各モーターショーをまわり、各地で衆目を釘付けにした上絶賛を受けた。
ブーメランはそのままスペインに残され、「黄金の三日月」と例えられるビーチを持つ、有数のリゾート地である、ベニドルム（Benidorm）のナイトクラブのオーナーに売却された。当時、カロッツェリアが次の作品の制作費を得るためにショーカーを売却することはまま見受けられた。
その後1980年にマセラティエンスージアストの手に渡り、慎重なレストレーションをうけ、1990年にパリで行われた、バガテル・コンクール・デレガンス（Bagatelle Concours d'Elégance）で再び衆目の前に姿を現した。そのコンクールで審査員を勤めていたジウジアーロ本人により、リアパネルの、本来ナンバープレートが付く位置にサインが書き入れられた。
約2万ポンドの費用と、18ヶ月の時間を費やし、機械部分と電装系のレストレーションが行われ、2003年初頭に完了した。
2005年2月、クリスティーズオークションに出品され、約1億840万円で落札された。
現在、ショーカー時代にフロントノーズに描かれていたイタルデザインのロゴとフロントフードのエンブレム（トライデント）は失われているが、ボディとインテリアのカラーはオリジナル通りである。また、ナンバーを取得し走行可能な状態にあり、各地のコンクールやイベントに参加する様子がメディアで報じられている。

## 特徴
ブーメランには、スポーツカーに対するジウジアーロのアイデアが細部まで生かされており、強いウェッジシェイプ、どの角度から眺めても線が一点に集中するような鋭い輪郭、平面で構成された各面と窓、給排気の開口部の調和など、枚挙にいとまがない。また、サイドシル（車体すそ）に比べ、ショルダーが張り出した逆台形のプロポーションも、動感を増す効果を担っている。
平面ガラスを用いるアイディアは、同じくジウジアーロ（イタルデザイン）の作品である、ロータス・エスプリのシリーズ1、S2やS3、フィアット・パンダにも見られる。
さらに、ブーメランの最大の特徴となっているのは、すべてのメーターと、ライトコントロール、ターンシグナルのレバーをはじめとした主なスイッチが、ステアリング・ホイールの内側に集中配置されており、通常のインストゥルメントパネル（メーターナセル）を持たない点にある。中央にタコメーターを置き、その周囲の上半分には、左から燃料、油圧、水温、油温、電圧の小メーターがぐるりと囲み、下半分にはスイッチ類が並び、左右対称の美しさを見せる。このレイアウトのため、ダッシュボードはドライバーから遠く、ステアリングコラムは非常に太いものとなっている。やや近すぎるメーター盤面への目の焦点移動や、特殊なスポーク形状のステアリング・ホイールのため、停車中はステアリングのセンターが判りにくい（革の縫い目が一応の判断材料にはなるが）ことなど、取り扱いにはそれなりの習熟が必要と言われる。

## スペック
- エンジン形式 90°V型8気筒DOHC
- 排気量 4,719cc（チューニング以外はマセラティ・ボーラと共通）
- 最高出力 318英馬力/6,000rpm
- 47kg-m/4,200rpm

この出力は、最高速度300km/hを実現するためとアナウンスされたが、おそらくは設計値で、実際の最高速はボーラと同等か、多少勝る程度と推測される。